# Teufenbach-Fischbach-Tal
Das Gebiet Teufenbach-Fischbach-Tal ist ein vom Landratsamt Rottweil am 1. März 1990 durch Verordnung ausgewiesenes Landschaftsschutzgebiet auf dem Gebiet der Gemeinde Zimmern ob Rottweil.

## Lage
Das Landschaftsschutzgebiet Teufenbach-Fischbach-Tal erstreckt sich auf Horgener Gemarkung von der Kreisgrenze bei  Niedereschach bis zum Horgener Ortsrand. Es umfasst die Täler des Fischbachs und des Teufenbachs jeweils bis zur Kreisgrenze.
Im Landschaftsschutzgebiet stehen im Wesentlichen die Schichten des Unteren Muschelkalks an, die im Auebereich von Auenlehm überlagert wird. Der linke Talhang wird von den Dolomitgesteinen der Karlstadt-Formation des  Mittleren Muschelkalks gebildet.

## Landschaftscharakter
Die Hänge des Teufenbachtals sind größtenteils mit auf ehemaligen Schafweiden aufgeforsteten Fichtenbeständen bewaldet. Entlang des Bachs befinden sich einige Wiesen. Das Fischbachtal ist hingegen innerhalb des Schutzgebiets weitgehend offen. Die Talsohle werden von Wiesen, die Hänge von Feldhecken und ehemaligen Schafweiden geprägt. Im Schutzgebiet befinden sich auch eine Wassertretanlage und die Horgener Mariengrotte.

## Zusammenhängende Schutzgebiete
Das Landschaftsschutzgebiet überschneidet sich zum Teil mit dem FFH-Gebiet Baar, Eschach und Südostschwarzwald und dem Vogelschutzgebiet Baar.
Auf Fischbacher Gemarkung schließt unmittelbar das Landschaftsschutzgebiet Teufenbachtal an.